# Mudumu-Nationalpark

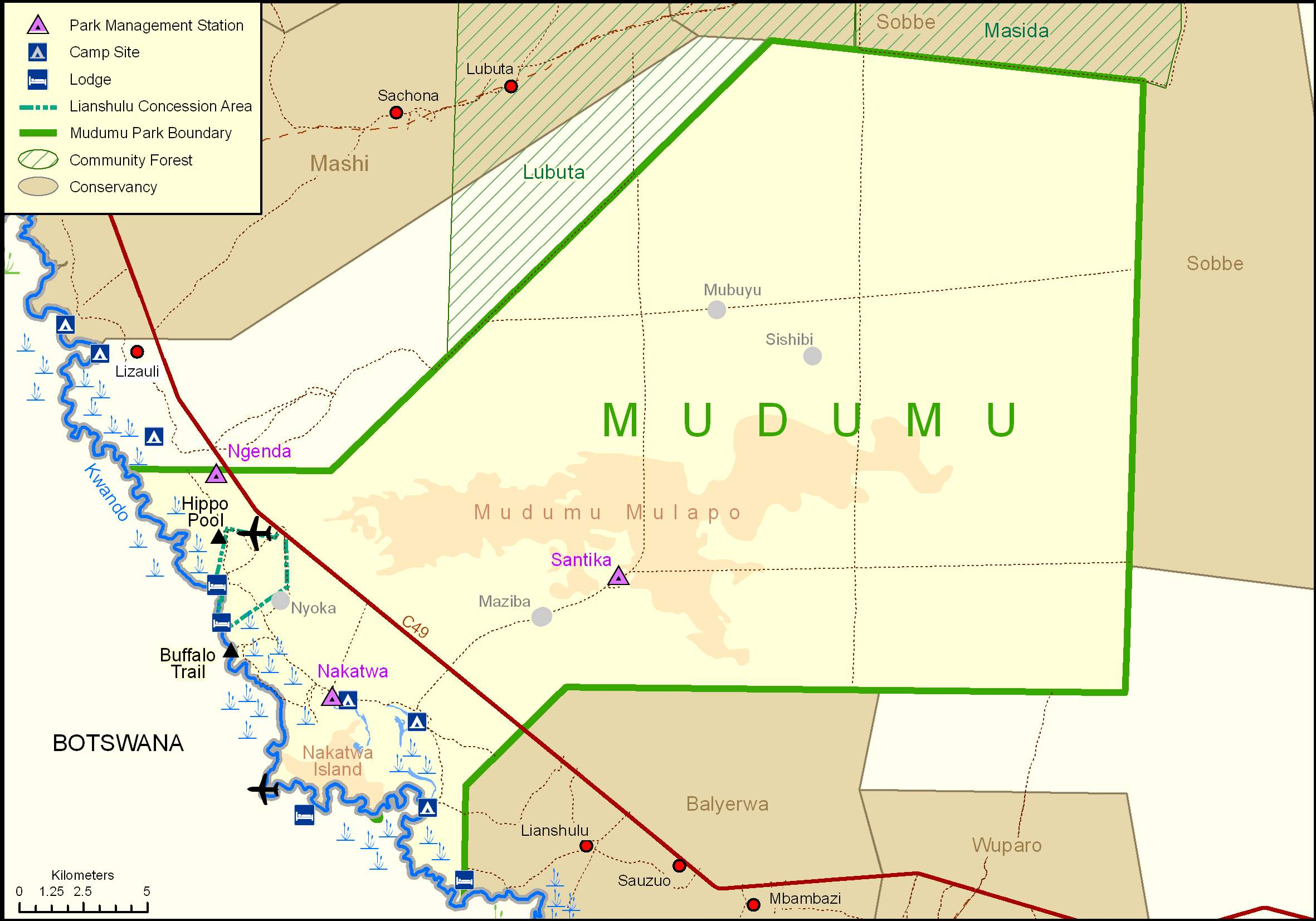
Karte des Nationalparks

Der Mudumu-Nationalpark (englisch Mudumu National Park) ist ein 1009,59 Quadratkilometer großer Nationalpark in der Region Sambesi im Nordosten Namibias.
Ausgangspunkt für Mudumu ist die nordwestlich des Parks gelegene Ortschaft Kongola. Der Park wird gegen Westen vom Fluss Kwando begrenzt, der Nordosten des Parks ist eine trockene von Mopane-Bäumen durchsetzte Buschsavanne und im Südwesten wird der Park durch die Linyantisümpfe geprägt, eine für Namibia sehr ungewöhnliche Landschaft: Reetinseln, Flussläufe und Marschen kennzeichnen dieses Gebiet. Der südlich dieser Sümpfe anschließende Linyanti bildet die Südgrenze des Parks und auch die Staatsgrenze Namibias zu Botswana.
Der Mudumu-Nationalpark ist sehr wildreich und beherbergt neben Löwen und Elefanten auch seltene Antilopen, Zebras, Flusspferde, Krokodile und über 430 Vogelarten.
Der Park ist nur durch unbefestigte Straßen erschlossen, die einen Besuch nur mit einem Geländewagen oder dem Boot ermöglichen. Aufgrund seiner abgelegenen Lage und der Tropenklima-typischen Malariagefahr wird der Park nur wenig von Touristen besucht, es bestehen eine Reihe privater Lodge-Übernachtungsmöglichkeiten am Rande des Parks.